# Bandinello Sauli
Bandinello Sauli (né à Gênes, Italie, alors dans la république de Gênes, vers 1494 et mort le 29 mars 1518 à Monterotondo) est un cardinal italien du XVIe siècle. Il est de la famille du cardinal Antonmaria Sauli (1587).

## Biographie
Sauli est notamment protonotaire apostolique. Il est nommé évêque de Malte en 1506 puis évêque de Gerace en 1509.
Il est créé cardinal par le pape Jules II lors du consistoire du 10 mars 1511. Le cardinal Sauli est nommé administrateur d'Albenga en 1513. Il est chanoine commendataire et prébendaire de l'archidiaconie de Salldaña, dans le diocèse de León. Le cardinal participe au conclave de 1513 (élection de Léon X). 
En 1517 il est déposé par le pape Léon X et emprisonné au château Saint-Ange, pour ne pas avoir dévoilé le complot d'assassinat qu'aurait ourdi le cardinal Alfonso Petrucci contre Léon X. Le même pape le restaure au cardinalat en juillet 1517 sans lui rendre toutefois ses prérogatives en cas de conclave. Il lui rend les droits de voter et d'être élu (vocem activam et passivam) en décembre 1517. Il meurt en 1518, probablement empoisonné.